# Juri Wassiljewitsch Alexandrow
Juri Wassiljewitsch Alexandrow (russisch Юрий Васильевич Александров; * 13. Oktober 1963 in Kamensk-Uralski; † 1. Januar 2013 in Moskau) war ein russisch-sowjetischer Boxer.

## Karriere
Alexandrow war fünfmaliger sowjetischer Meister, 1982 im Fliegengewicht (-51 kg) und 1983, 1984, 1986 und 1987 im Bantamgewicht (-54 kg).
Bei den Weltmeisterschaften 1982 in München errang Alexandrow nach Siegen u. a. über Ljubiša Simić, Jugoslawien (5:0), die Goldmedaille. Im Jahr darauf gewann er nach einem Finalsieg über Sami Buzoli, Jugoslawien (5:0), den Europameistertitel. Aufgrund des Olympiaboykotts der Sowjetunion 1984 konnte Alexandrow nicht an den Olympischen Spielen teilnehmen. Bei den ersatzweise stattfindenden Wettkämpfen der Freundschaft erkämpfte er sich die Silbermedaille. Im Finale verlor er gegen den Kubaner Ramon Ledon mit 3:2 Punktrichterstimmen.
Bei den Weltmeisterschaften 1986 in Reno erreichte Alexandrow nach Siegen über Simić (4:1) und Akeem Anifowoshe, Nigeria (5:0), das Halbfinale, welches er jedoch gegen René Breitbarth, DDR (5:0), verlor. 1987 errang Alexandrow die Silbermedaille der Europameisterschaften in Turin. Im Finale unterlag er dem Bulgaren Aleksandar Christow (5:0).
1989 wurde Alexandrow als erster sowjetischer Boxer Profi. Er bestritt jedoch nur fünf Kämpfe und war wenig erfolgreich. 1992 beendete er seine Karriere.

## Nach dem Boxen
2001 wurde Alexandrow Vizepräsident des Russischen Profiboxverbandes. Er hielt diesen Posten bis zu seinem Tod am 1. Januar 2013 inne. Alexandrow wurde auf dem Friedhof Trojekurowo begraben.